# Eskild
Eskild ist ein dänischer und norwegischer männlicher Name und Vorname.

## Namensträger
- Ole Eskild Dahlstrøm (* 1970), norwegischer Eishockeyspieler
- Eskild Ebbesen (* 1972), dänischer Ruderer